# Zilpa
Zilpa (hébreu זִלְפָּה) est un personnage biblique, servante de Léa et quatrième épouse de Jacob. Zilpa a pour père Laban et pour mère une concubine de son père. Une autre hypothèse pour l'ascendance de Zilpa est : Zilpa, sœur aînée de Bilha, a pour père Rotheus frère de Debora la nourrice de Rébecca et a pour mère Aena la servante de Laban.
Léa fait épouser sa servante à Jacob après que sa sœur Rachel en a fait de même avec la sienne, Bilha.
Zilpa donnera deux fils à Jacob: Gad et Aser dont la descendance constituera deux des douze tribus d'Israël : la tribu de Gad et la tribu d'Aser.
Un midrash dit que Zilpa la concubine de Jacob a, comme Bilha, des relations avec Ruben le fils aîné de Jacob.
D'après la tradition juive, Zilpa est enterrée dans le tombeau des Matriarches à Tibériade.